# Parnaíba (miasto)
Parnaíba – miasto w Brazylii, w stanie Piauí. 
W 2022 roku liczba mieszkańców wyniosła 162 159.
W mieście rozwinął się przemysł farmaceutyczny, skórzany oraz spożywczy.